# Saint-Loup-d'Ordon
Saint-Loup-d'Ordon é uma comuna francesa na região administrativa de Borgonha-Franco-Condado, no departamento de Yonne. Estende-se por uma área de 18,09 km². Em 2010 a comuna tinha 261 habitantes (densidade: 14,4 hab./km²).